# Xeremétievka (Saràtov)
|  | Per a altres significats, vegeu «Xeremétievka». |

Xeremétievka (en rus: Шереметьевка) és un poble de l'óblast de Saràtov, a Rússia, segons el cens del 2010 tenia 575 habitants. Pertany al districte municipal de Líssie Gori.